# Герб Харцызска
Герб Харцызска — официальный символ города Харцызска Донецкой области.
Щит герба Харцызска — испанской формы (принята с учетом требований Украинского геральдического общества) с закругленной нижней частью, поле щита — лазурного цвета. Этот цвет символизирует возвышенность, духовность, великодушие.
В центре герба — стилизованное изображение летящей степной пустельги (укр. Боривітер). Оно символизирует волю, независимость и могущество. Очертания птицы напоминают древнее рубящее оружие (намёк на харцызов). В жёстких очертаниях герба усматривается связь между культурой Руси и традициями кочевых народов, ранее населявших харцызские края.
Щитодержателями являются две переплетённые ленты, которые образуют геральдический крест. Пересечение этих лент отражает то, что город возник на пересечении торговых путей.
Основание герба образуют ветви дуба — напоминание о девственной природе харцызской земли, существовавшей до возникновения здесь постоянных поселений. Они отделены от дерева, но не переплетены лентой, напоминая так о неразумной эксплуатации даров природы во времена освоения края.
Герб венчает городская корона серебряного цвета с тремя зубцами. Она указывает на то, что Харцызск является городом областного значения.
Таким образом, большой герб Харцызска несет идею свободы, борьбы за независимость и выживание в трудные времена.

## Современный вариант герба
После 2022 года назначенные Россией (см.аннексия оккупированных территорий Украины) власти города обновили герб. Геральдическое описание герба городского округа:
Прямоугольное полотнище зеленого (изумрудного) цвета с отношением ширины к длине 2:3, в центре которого изображен желтый летящий косвенно к древку и вверх сокол (пустельга) с распростертыми диагонально крыльями

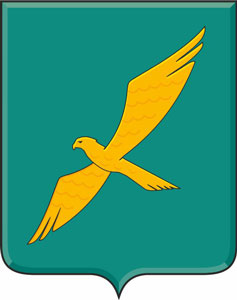
Герб города после аннексии Россией